# Władysław Karaś

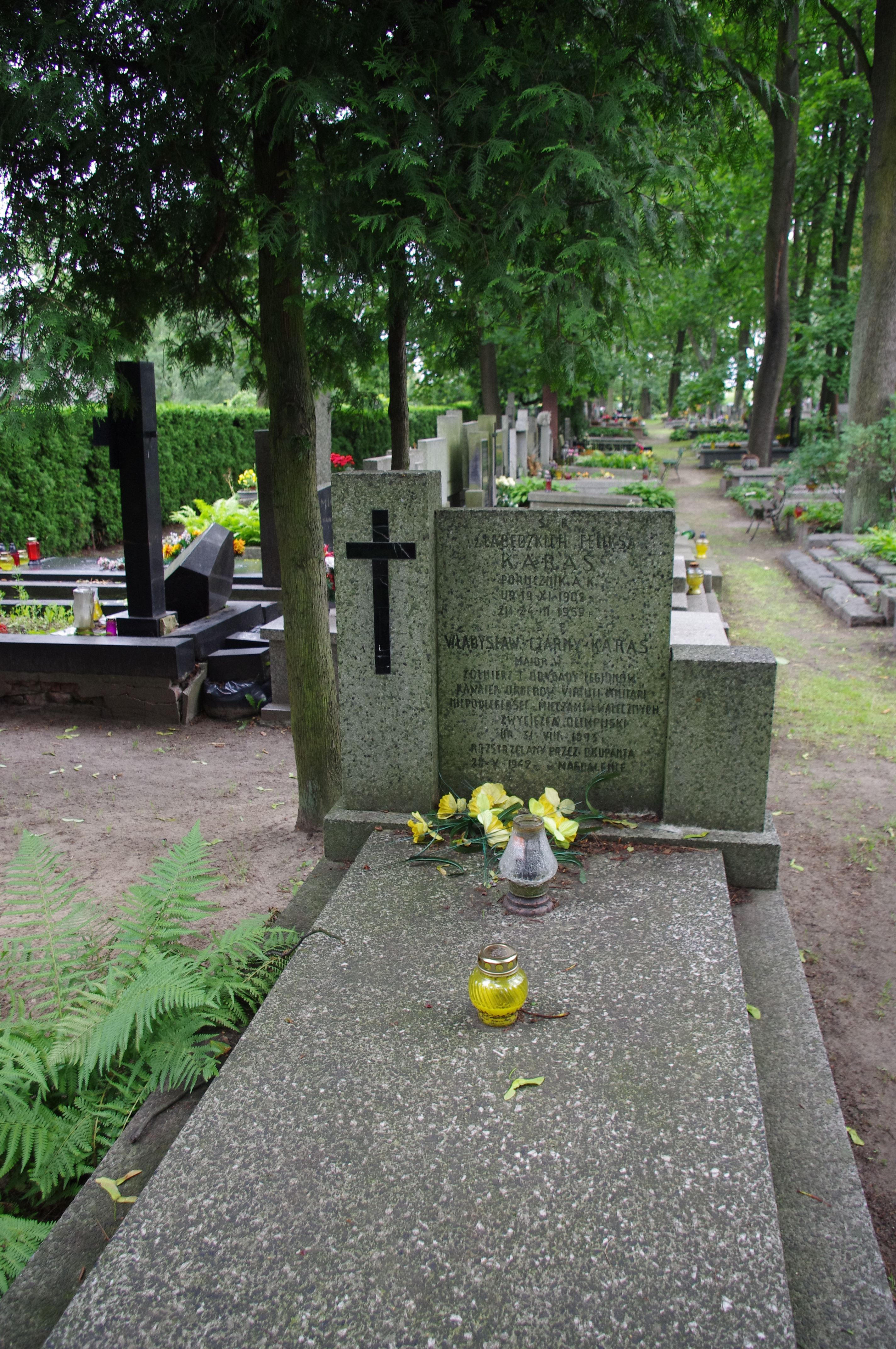
Grób Władysława Karasia na Cmentarzu Wojskowym na Powązkach w Warszawie.

Władysław Karaś ps. „Czarny”, „Dąbrowski”, „Pankracy”, „Karczewski”, „Kuryłło” (ur. 31 sierpnia 1893 w Kielcach, zm. 28 maja 1942 w Magdalence pod Warszawą) – kapitan administracji Wojska Polskiego, oficer polskiego wywiadu wojskowego, brązowy medalista Igrzysk Olimpijskich w Berlinie w 1936, zdobywca pierwszego medalu olimpijskiego w historii strzelectwa sportowego w Polsce, kawaler Orderu Virtuti Militari.

## Życiorys
Syn Szymona i Anny z domu Domagałło-Dąbrowskiej. W latach 1907–1912 uczęszczał w Kielcach do Szkoły Handlowej, a następnie od 1914 do Szkoły Realnej we Lwowie. Egzaminy maturalne zdał dopiero w 1919 w Jekateryńskim I Gimnazjum Męskim.
4 sierpnia 1914 wstąpił do Legionów, był żołnierzem I Brygady. Dwukrotnie ranny w bitwach pod Łowczówkiem i Kostiuchnówką, dwukrotnie dostał się do niewoli rosyjskiej, w której przebywał łącznie przez 18 miesięcy. Po ucieczce został oficerem do specjalnych zleceń w Komendzie Naczelnej nr 3 POW Wschód Ukraina w Kijowie. Od 1 czerwca 1918 związany ze służbą w wywiadzie polskim.
Po dekonspiracji w czerwcu 1919 wrócił do kraju i rozpoczął od 3 lipca 1919 stałą służbę w Wojsku Polskim w stopniu podporucznika. Z dniem 1 stycznia 1925 został przydzielony z Ekspozytury Nr 1 Oddziału II Sztabu Generalnego w Wilnie do macierzystego 5 pułku piechoty Legionów w tym samym garnizonie. 12 kwietnia 1927 awansowany został do stopnia kapitana ze starszeństwem z dniem 1 stycznia 1927 roku i 5. lokatą w korpusie oficerów piechoty. W marcu 1930 został przeniesiony do Korpusu Ochrony Pogranicza i przydzielony do Brygady KOP „Wołyń” . W październiku 1931 został przeniesiony z KOP do dyspozycji dowódcy Okręgu Korpusu Nr VI, do prac przysposobienia wojskowego z siedzibą we Lwowie. Równocześnie pełnił funkcję inspektora odcinka południowego Związku Strzeleckiego we Lwowie. W czerwcu 1933 został przeniesiony do Komendy Głównej Związku Strzeleckiego na stanowisko inspektora odcinka ZS Lwów. Później został przeniesiony do korpusu oficerów administracyjnych.
Jako członek „Strzelca” Warszawa w wieku 43 lat został zakwalifikowany do polskiej reprezentacji olimpijskiej. Na Igrzyskach Olimpijskich w Berlinie w 1936 w konkurencji karabinka sportowego na dystansie 50 m (30 strzałów z pozycji leżącej) wywalczył brązowy medal, tocząc pasjonujący pojedynek o srebro z reprezentantem Węgier Ralphem Berzsenyim. Był to pierwszy medal olimpijski w historii strzelectwa sportowego w Polsce. Po olimpiadzie startował w barwach WKS „Legia” Warszawa. W 1937 brał udział w eliminacjach i przygotowaniach do Mistrzostw Świata w Helsinkach. Startował także w Narodowych Zawodach Strzeleckich w Wilnie.
Jako Inspektor Związku Strzeleckiego był zaprzysiężony do tworzenia, w przypadku wybuchu wojny, ściśle tajnej organizacji konspiracyjnej w oparciu o struktury i kadry związku („Organizacja Orła Białego”). Po wybuchu II wojny światowej we wrześniu 1939 roku jako pracownik Wydziału Specjalnego (oddziały dywersji pozafrontowej) Oddziału II Sztabu Głównego, został przerzucony do Budapesztu. Pełnił funkcje emisariusza Naczelnego Wodza.
W lutym 1940 wrócił do kraju, gdzie powierzone zostało mu kierownictwo dywersji w utworzonym w Krakowie sztabie Obszaru Kraków–Śląsk Związku Walki Zbrojnej (przyjął wówczas pseudonim Dąbrowski). Od kwietnia 1940 został szefem nowo utworzonego Związku Odwetu Obszaru Kraków–Śląsk ZWZ. Późną jesienią 1940 został aresztowany i przez dwa miesiące przebywał w areszcie na Montelupich w Krakowie. Dzięki różnym staraniom został zwolniony i wyjechał do Warszawy, gdzie od początku 1941 został kierownikiem referatu „Reich” Związku Odwetu Komendy Głównej Armii Krajowej (pod ps. „Pankracy”). 23 kwietnia 1942 został aresztowany (pod przybranym nazwiskiem jako Włodzimierz Kuryłło) i uwięziony na Pawiaku. W tym samym roku 28 maja został rozstrzelany w masowej egzekucji w Magdalence pod Warszawą (lista według źródeł konspiracyjnych, poz. 61). Pośmiertnie został awansowany do stopnia majora Wojska Polskiego. Pochowany na Cmentarzu Wojskowym na Powązkach (kwatera 5A-tuje-1).

## Ordery i odznaczenia
- Krzyż Srebrny Orderu Wojskowego Virtuti Militari (17 maja 1922)[14]
- Krzyż Niepodległości z Mieczami (12 marca 1931)[15]
- Krzyż Walecznych (1922)[12]
- Srebrny Krzyż Zasługi (19 marca 1937)[16]
- Medal Pamiątkowy za Wojnę 1918–1921[12]
- Medal Dziesięciolecia Odzyskanej Niepodległości[12]
- Złota Odznaka Strzelecka[12]

## Upamiętnienie
Towarzystwo Sportowe Wisła Kraków organizuje Memoriał Olimpijski im. mjr. Władysława Karasia.